# Załomnoje (rejon bolszesołdatski)
Załomnoje (ros. Заломное) – wieś (ros. село, trb. sieło) w zachodniej Rosji, w sielsowiecie storożewskim rejonu bolszesołdatskiego w obwodzie kurskim.

## Geografia
Miejscowość położona jest nad Sudżą, 3 km od centrum administracyjnego sielsowietu storożewskiego (Storożewoje), 13 km od centrum administracyjnego rejonu (Bolszoje Sołdatskoje), 60,5 km od Kurska.
W granicach miejscowości znajdują się ulice: Bułgakowka, Łukinowka, Masianowka, Nowosiołowka, Ponizowka, Tołstowka.

## Demografia
W 2010 r. miejscowość zamieszkiwało 31 osób.